# Fossa (exogeologia)
En astrogeologia, fossa (plural fossae, abr. FO) és una paraula llatina que significa «fossa» que la Unió Astronòmica Internacional (UAI) utilitza per designar una rasa genèrica o un canal. S'utilitza habitualment en exogeologia per indicar una depressió allargada longitudinal, o una vall especialment llarga i rectilínia. Les fosses estan presents en els diversos cossos celestes en formacions agrupades (és el cas de les Tantalus Fossae, a prop d'Alba Patera, a Mart) o aïllades (com l'Aganippe Fossa, a l'oest d'Arsia Mons, també a Mart).
El terme fossa s'ha assignat a estructures d'aquest tipus presents a Mercuri, a Venus, a Mart, als satèl·lits Europa, Ganímedes, Dione, Encèlad, Rea, Tritó, als planetes nans Ceres i Plutó, i als asteroides (4) Vesta, (21) Lutècia i (162173) Ryugu.
El nom s'utilitza actualment per descriure algunes formacions presents a Tità (el satèl·lit principal de Saturn).